# Per Arne Tjäder
Hans Per Arne Tjäder, född 15 april 1945 i Söderhamn, är en svensk litteraturvetare, författare, kulturjournalist och dramaturg.

## Biografi
Per Arne Tjäder disputerade vid Göteborgs universitet 1982 med "Det unga Sverige" : åttitalsrörelse och genombrottsepok. Han medverkade regelbundet i BLM och brukar medverka i Ord&Bild. Han skriver på Göteborgs-Postens kultursida. Sedan 1980 är han verksam som dramaturg på Göteborgs stadsteater. 2011 erhöll han Samfundet De Nios Särskilda pris.